# Лиляна Гетова
Лиляна Гетова – Райкова е българска пианистка. Носител на наградата „Златно петолиние“ за принос в популяризирането на българската класическа музика.

## Биография
Лиляна Гетова е родена на 16 март 1955 г. в Плевен. Получава своето музикално образование от проф. Люба Обретенова в Национално училище по изкуствата „Панайот Пипков“, Плевен и Национална музикална академия „проф. Панчо Владигеров“, София. През 1981 г. сформира „Трио за съвременна музика“ заедно с проф. Илия Главанов (кларинет) и проф. Татяна Кърпарова (ударни инструменти). Репертоарът на триото съдържа нови творби от български и чуждестранни композитори, голяма част от които са написани специално за него. В продължение на 15 години състава концертира на международни фестивали във Варшава, Прага, Братислава, Бърно, Берлин.
През 1997 г. Лиляна Гетова и Галина Апостолова създават клавирно дуо с репертоар, обхващащ периода от предкласиката до съвременността. Концертната им дейност включва музикални цикли и премиери на десетки нови произведения, както и редовно участие на Преглед „Нова българска музика“. През 2004 г. им е връчена наградата на Съюза на българските композитори „Златно петолиние“ за принос в популяризирането на българската класическа музика.
Освен с тези два основни камерни ансамбли, Лиляна Гетова гастролира, както с известни български изпълнители, така и с млади таланти в Австрия, Полша, Чехия, Словакия, Франция, Македония и Германия. Записва за „Балкантон“, Българското национално радио, Радио „Братислава“, Кьолн, Берлин и др.
Лиляна Гетова умира в София на 7 юли 2014 г.

## Дискография
Съюз на българските композитори
- Клавирно дуо Лиляна Гетова и Галина Апостолова (2011) •
- Марин Вълчанов – Камерни творби (23 април 2010)
- Стефан Икономов – Камерни творби (8 май 2007) •
- Камерен концерт с творби от Александър Райчев по повод 85 години от рождението му (16 май 2007)
- Изпълнения на клавирно дуо Лиляна Гетова и Галина Апостолова, неиздаден (2003 – 2005) •

Фондация „Звезден старт за таланти“ и Министерство на културата
- Музика за две пиана от различни епохи, 10 години на сцена (1 февруари 2008) •

Gega new
- Contemporary Bulgarian Composers vol#3 (1999) БНР ••

S.I.N. Intermusic
- Николай Стойков – Камерна музика vol. 3 •

Балкантон
- Трио за съвременна музика (1984), грамофонна плоча ••

• албумът съдържа творби, изпълнени от клавирно дуо Лиляна Гетова и Галина Апостолова

•• албумът съдържа творби, изпълнени от „Трио за съвременна музика“